# プリンツ・アーダルベルト級装甲巡洋艦
| プリンツ・アーダルベルト級装甲巡洋艦 | プリンツ・アーダルベルト級装甲巡洋艦 |
| ------------------------------------ | --- |
| 写真は「プリンツ・アーダルベルト」   | |
| 艦級概観                             | |
| 艦種                                 | 装甲巡洋艦（大型巡洋艦） |
| 艦名                                 | 王族の人名 |
| 前級                                 | プリンツ・ハインリヒ |
| 次級                                 | ローン級 |
| 性能諸元                             | |
| 排水量                               | 常備：9,087トン 満載：9,875トン |
| 全長                                 | 126.5m |
| 全幅                                 | 19.6m |
| 吃水                                 | 7.8m |
| 機関                                 | デュール式石炭・重油混焼水管缶14基 +三段膨張式四気筒レシプロ機関3基3軸推進 |
| 最大出力                             | 17,272hp |
| 最大速力                             | プリンツ・アーダルベルト：20.4ノット フリードリヒ・カール：20.5ノット |
| 航続距離                             | 12ノット/5,080海里 |
| 乗員                                 | 586名 |
| 兵装                                 | 21cm（40口径）連装砲2基 15cm（40口径）単装速射砲10基 8.8cm（35口径）単装速射砲12基 45cm水中魚雷発射管単装4門 |
| 装甲                                 | 舷側：80～100mm（水線部）、50mm（艦首尾部） ボックスシタデル：160mm（側壁） 甲板：50mm（平坦部）、80mm（傾斜部） 主砲塔：150mm（最厚部） 副砲ケースメイト：100mm 8.8cm砲ケースメイト：50mm バーベット：100mm 前部司令塔：150mm（最厚部） |

プリンツ・アーダルベルト級装甲巡洋艦 (ドイツ語:Große Kreuzer der Prinz Adalbert Klasse) はドイツ帝国海軍の装甲巡洋艦の艦級で2隻が就役した。ドイツでの分類は大型巡洋艦である。

## 概要
本級は植民地警備を主任務に、通商破壊任務や海上通商保護を副任務として1899年から1900年度海軍計画において計2隻の建造が承認された。本級は「プリンツ・ハインリヒ」改良型として設計された。武装面においては前級までの24cm砲から射程の変わらない21cm砲を採用し、これを連装2基4門を搭載して主砲門数が倍となった。船体も若干大型化されて航海性能の良い乾舷の高い、同時代のドイツ戦艦の様な重厚な艦容を持っていた。

## 艦形

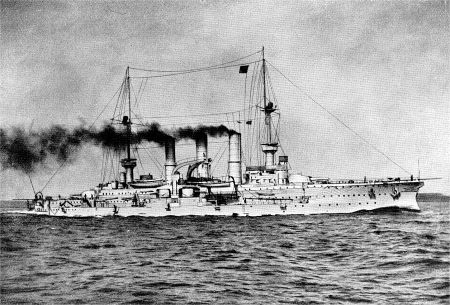
1912年時の「プリンツ・アダルベルト」。

本級の船体形状は艦首乾舷の高い短船首楼型船体であるが、艦首水面下に衝角を持つのは戦艦と同じである。戦艦と異なるのは艦首形状は波きりの良いクリッパー型艦首となっており外洋を長距離航行する巡洋艦には必須の艦首形状であった。
艦首甲板上に新設計の「21cm（40口径）速射砲」を連装式砲塔に収めて前向きに1基、司令塔を組み込んだ操舵艦橋を基部として頂上部に探照灯を載せた見張り所を持つミリタリー・マストを持つ単脚式の前檣が立つ。
船体中央部には等間隔に並んだ3本煙突が立ち並び、周囲は艦載艇置き場となっており、2番・3番煙突の左右に片舷1基ずつのグース・ネック（鴨の首）型クレーン計2基により運用される。3番煙突の背後にミリタリー・マストと後部探照灯台、そこから甲板一段分下がって後ろ向きに21cm主砲塔の順である。副砲の15cm速射砲10基のうち4基は甲板上に単装砲塔に収め、背中合わせで片舷2基ずつ4門、残りは舷側ケースメイト配置で片舷3基ずつ計10基を配置した。この武装配置により前後方向に21cm砲2門・15cm砲2門、左右方向に最大21cm砲4門・15cm砲5門・8.8cm砲6門が指向できた。

## 兵装

### 主砲

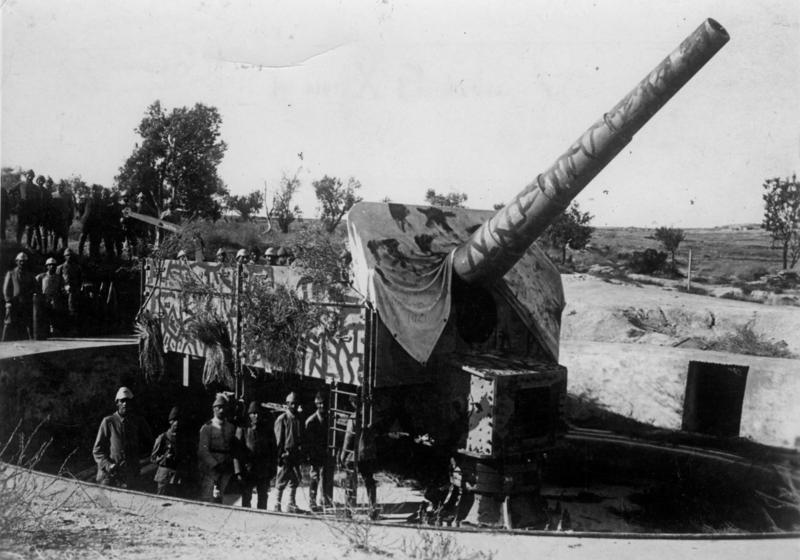
本級にも搭載された21ｃｍカノン砲。写真はダーダーネルス海峡砲台のもの

本級の主砲はクルップ社の新設計の「1895年型 SK L/40 21cm（40口径）カノン砲」を採用している。その性能は重量108.0kgの徹甲弾を仰角30度で最大射程16,300mまで届かせる事ができた。搭載形式は同時代のドイツ戦艦と同じく砲塔形式で、重量75トンの単装砲塔に収めて2基搭載で計150トンであった。砲身の俯角・仰角、砲塔の旋回は電動モーターで駆動し、砲塔形式の最大仰角は最大30度から－5度まで砲身を上下でき、旋回角度は首尾線方向を0度として左右共に150度に旋回できた。発射間隔は毎分4～5発であった。

### 副砲、その他備砲、雷装

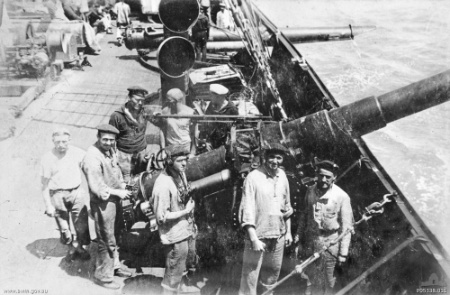
本級にも搭載された15ｃｍ速射砲。写真は仮装巡洋艦「ウォルフ」に搭載された物

副武装として「1898年型 SK L/40 15cm（40口径）速射砲」を採用した。その性能は45.3kgの砲弾を仰角20度で13,700mまで届かせる事ができた。これを甲板上に防盾の付いた単装砲架で2基と舷側ケースメイトで2基を搭載した。砲架は仰角20度から-5度の範囲で上下でき、150度の旋回角度を持っていた。発射速度は毎分4～5発であった。
他に対水雷艇用に「1892年型 SK L/30 8.8cm（35口径）速射砲」を採用した。その性能は7.0kgの砲弾を仰角25度で8,790mまで届かせる事ができた。これを単装砲架で12基を搭載した。砲架は仰角25度から-5度の範囲で上下でき、360度の旋回角度を持っていた。発射速度は毎分12発であった。他に近接火器として3.7cm単装機砲4基を上部構造物に搭載した。対艦攻撃用に45cm水中魚雷発射管を単装で艦首水線下に1門と艦橋の直下の舷側に片舷1門ずつと艦尾に1門の計4門を配置していた。

## 機関

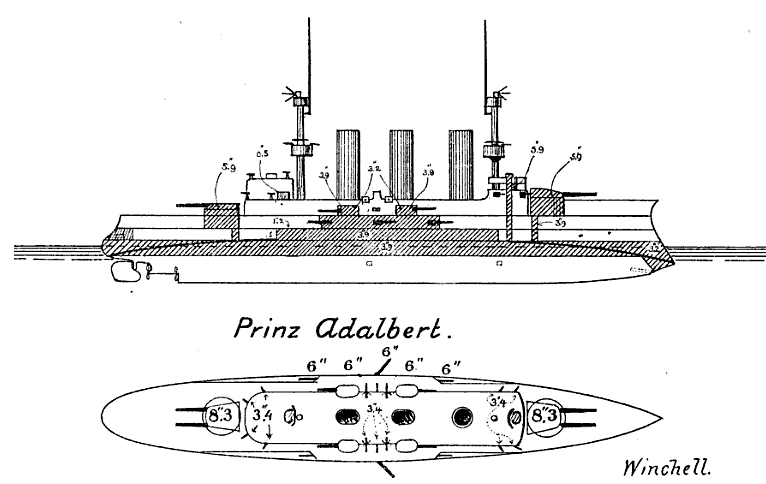
本級の武装・装甲配置を示した図。

機関構成はデュール式石炭・重油混焼水管缶14基に三段膨張型四気筒レシプロ機関3基3軸推進の構成で、ネームシップの「プリンツ・アーダルベルト」は最大出力17,272馬力で最大速力20.4ノットを、2番艦「フリードリッヒ・カール」は最大出力18,541馬力で最大速力20.5ノットと僅かに異なっていた。燃料、石炭1,630トン、タール油200トンを搭載した状態で速力12ノットで5,080海里を航行できる設計であった。

## 同型艦
- プリンツ・アーダルベルト（SMS Prinz Adalbert）

キール造船所にて1900年起工、1901年6月に進水、1904年1月に就役。就役後は砲術練習艦となったが、第一次世界大戦中はバルト海艦隊に所属。1915年7月にイギリス海軍の潜水艦「E-9」の雷撃により大破、その後10月23日に再び「E-8」からの雷撃により撃沈。
- フリードリヒ・カール（Friedrich Carl）

プローム＆フォス造船所にて1901年起工、1902年6月に進水、1903年12月に就役。就役後に偵察部隊に所属、1909年より水雷学校の練習艦となり、第一次隊世界大戦中はバルト海で作戦に就いた後は解役されて宿泊艦となる。1914年11月17日にロシア海軍の敷設した機雷に接触して撃沈。

## 参考図書
- 「世界の艦船 2002年9月号増刊 ドイツ巡洋艦史」(海人社)
- 「Conway All The World's Fightingships 1860-1905」（Conway）
- 「Conway All The World's Fightingships 1906–1921」（Conway）

## 参考リンク
- 'Prinz Adalbert' (1900) 「プリンツ・アーダルベルト」のスペックと写真があるページ（英語）
- World War 1 Naval Combat